# San Buenaventura
San Buenaventura là một đô thị thuộc bang Coahuila, México. Năm 2005, dân số của đô thị này là 19620 người.